# Попово (22712000472)
Попово (рос. Попово) — присілок в Борському міському окрузі Нижньогородської області Російської Федерації.
Населення становить 48 осіб. Входить до складу муніципального утворення Міський округ місто Бор.

## Історія
Від 2010 року входить до складу муніципального утворення Міський округ місто Бор.

## Населення
| 2002 | 2010 |
| ---- | ---- |
| 41   | ↗48  |